# 브리스틀 에어플레인 컴퍼니

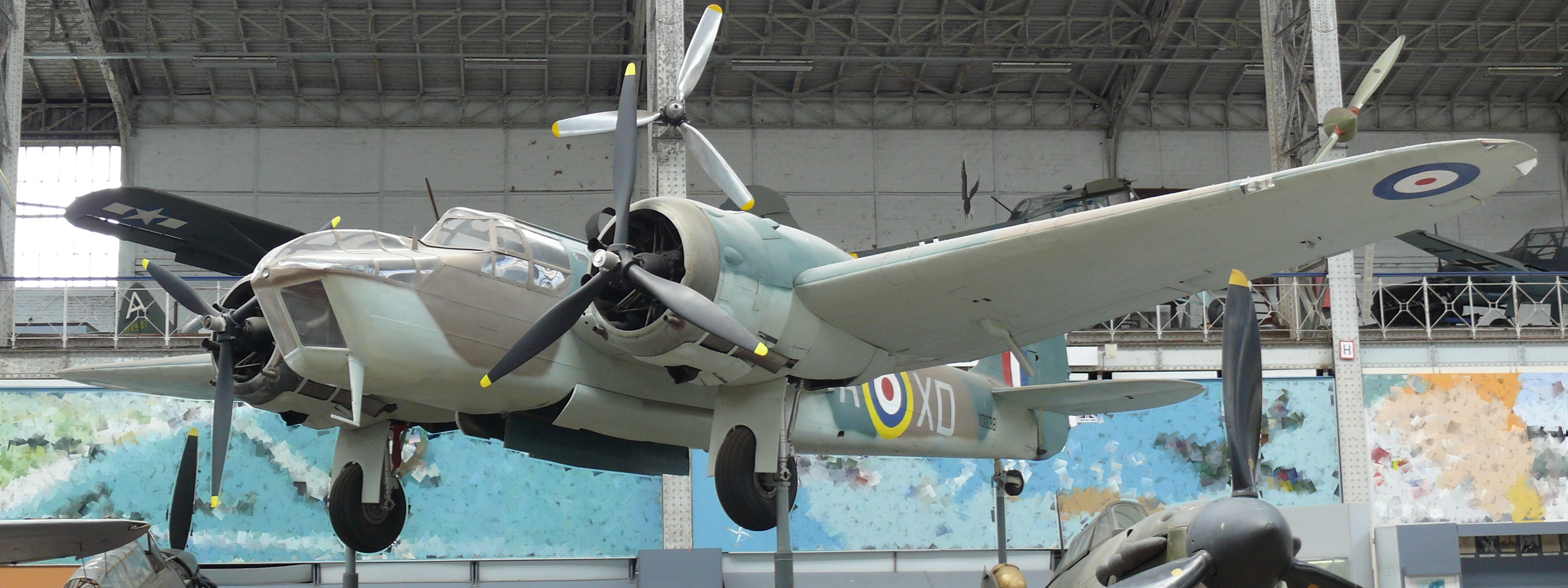

브리스틀 에어플레인 컴퍼니(Bristol Aeroplane Company)는 영국의 가장 중요한 항공 기업들 중 하나로, 기체와 항공기 엔진을 설계하고 제조한다. 이 기업이 생산한 저명한 항공기로는 Boxkite, Bristol Fighter, Bulldog, Blenheim, Beaufighter, Britannia가 있으며 콩코드로 이어진 예비 작업 다수가 이 기업에 의해 수행되었다. 1956년, 주요 운영사업이 브리스틀 에어크래프트(Bristol Aircraft)와 브리스틀 에어로 엔진스(Bristol Aero Engines)로 분리되었다. 1959년, 브리스틀 에어크래프트는 영국의 여러 주요 항공기 기업들과 합병되면서 영국 항공기 기업(BAC)이 설립되었으며 브리스틀 에어로 엔진스는 암스트롱 시들리와 합병되어 브리스틀 시들리가 설립되었다.